# Епархия Гонолулу
Епархия Гонолулу (лат. Dioecesis Honoluluensis) — епархия Римско-Католической церкви в городе Гонолулу, штат Гавайи, США. Епархия Гонолулу входит в митрополию Сан-Франциско. Кафедральным собором епархии Гонолулу является Собор Пресвятой Девы Марии Мира.

## История
27 ноября 1825 года Святой Престол учредил Апостольскую префектуру острова Сандвича. 7 июля 1827 года на Гавайские острова прибыли первые католические миссионеры из монашеской конгрегации Святого Сердца. 24 декабря 1831 года католические миссионеры были изгнаны с островов. С 1834 года на Гавайские острова стали прибывать протестантские миссионеры.
14 июня 1833 года Римский папа Григорий XVI издал бреве «In sublime», которым преобразовал Апостольскую префектуру в Апостольский викариат Восточной Океании (сегодня — Архиепархия Папеэте).
17 апреля 1837 года в Гонолулу вернулись католические миссионеры, однако в ноябре 1837 года по приказу гавайского короля Камехамехы III они были снова изгнаны.
3 августа 1844 года Римский папа Григорий XVI издал бреве «Pastorale officium», которым утвердил независимый от других церковных структур Апостольский викариат Восточной Океании.
В 1848 году Апостольский викариат Восточной Океании был преобразован в епархию Гавайских островов.
25 января 1941 года епархия Гавайских островов была переименована в епархию Гонолулу. В этот же день она вошла в митрополию Сан-Франциско.

## Ординарии епархии
- священник Алексис Башло[англ.], SS.CC. (03.12.1825 — 24.12.1831) — апостольский администратор
- священник Этьен Жером Рушуз[англ.], SS.CC. (14.06.1833 — 13.03.1843) — апостольский администратор
- епископ Луи-Дезире Мегрэ[англ.], SS.CC. (11.12.1846 — 11.06.1882)
- епископ Бернард Герман Кёккеманн[англ.], SS.CC. (11.06.1882 — 22.02.1892)
- епископ Гульстан Фрэнсис Роперт[англ.] (03.06.1892 — 04.01.1903)
- епископ Либерт Хьюберт Джон Луи Бийенэмс[англ.], SS.CC. (08.04.1903 — 13.05.1926)
- епископ Стивен Питер Аленкастр[англ.] (13.05.1926 — 09.11.1940)
- епископ Джеймс Джозеф Суини[англ.] (20.05.1941 — 19.06.1968)
- епископ Джон Джозеф Скэнлэн[англ.] (06.03.1968 — 30.06.1981)
- епископ Джозеф Энтони Феррарио[англ.] (13.05.1982 — 12.10.1993)
- епископ Фрэнсис Ксавье Ди Лоренцо[англ.] (29.11.1994 — 31.03.2004) — назначен Епископом Ричмонда
- епископ Кларенс Ричард Сильва[англ.] (с 17.05.2005)

## Святые епархии
- Святой Дамиан де Вёстер
- Святая Марианна Коуп

## Источник
- Annuario Pontificio, Libreria Editrice Vaticana, Città del Vaticano, 2003, ISBN 88-209-7422-3
- Бреве In sublimi, Bullarium pontificium Sacrae congregationis de propaganda fide', т. V, Romaeб 1841, стр. 97  (лат.)
- Бреве Pastorale officium, Raffaele de Martinis, Iuris pontificii de propaganda fide. Pars prima, т. V, Romae, 1893, стр. 343  (лат.)